# 野崎萌香
野崎 萌香（のざき もえか、1990年2月10日- ）は、日本の女性ファッションモデル、タレント、女優。東京都出身。2024年4月よりエイベックス・クラン所属。

## 略歴
18歳の時にスカウトされる。
2009年、東京ガールズコレクションの「第7回ミスTGC」で準グランプリを受賞し、ファッション雑誌『non-no』（集英社）の「ノンノ・フレンド」に選出される。2012年まで同誌の専属モデルとして活動した。

### 各種出演
2013年までに、「キヤノン・デジタルコンパクトカメラ」（キヤノン）、「着ラブ」（ユニバーサルミュージック）、「マキアージュ・ファンデーション編」（資生堂）、「ゼクシィ」（リクルート）、「マックリブ」（日本マクドナルド）などのテレビコマーシャルや、「Sing for you」（May J.×MAY'S）、「close to you」（twill）、「君が僕にKissをした」（WaT）、「The Answer」（三浦大知）などのミュージックビデオに出演し、2010年からNHK BS1の『関口知宏のオンリーワン』にアシスタントMCとしてレギュラー出演した。「マキアージュ」のCMでICONIQと共演し、『ゼクシィ』のCMで注目された。
2013年6月1日、ファッションブック『MOEKA』（宝島社）を発売。
2019年11月25日発売された『週刊プレイボーイ』（集英社）49号にて、男性誌初グラビアで水着姿を披露。撮影について「実は水着の撮影も10年ぶりくらいだし、三角ビキニを着たのなんて小学生ぶりだったんです！」と振り返り述べている。
2025年2月13日、自身初となる写真集『jealousy』（講談社）を発売。

## 私生活・人物
- 東洋英和幼稚園、東洋英和女学院小学部、東洋英和女学院中学部、東洋英和女学院高等部、東洋英和女学院大学卒業。
- 父と弟は医師[9]。
- 舞台やバレエ鑑賞、ミュージカルが好きで、高校生の時は月に3、4本は芝居を観に行っていた[10]。また宝塚を目指していた為、クラシックバレエ、声楽を学んでいた。他にも乗馬、スキー、水泳を得意とする。
- 自分や周りの人の事をもっとよく理解するため「心」について学びたく、大学では心理学を専攻し、宗教学で「キャッツにみる死生観」の題目で卒業論文を書いた[10]。
- 邦楽では、クラムボン、くるり、BUMP OF CHICKEN、aiko、椎名林檎、ohana、GOING UNDER GROUND、ハンバート ハンバート、サカナクション、荒井由実、フィッシュマンズ、The SALOVERS、コトリンゴなど[10]を好んで聴く。
- 学生時代は両親からテレビの視聴が禁止され、小学生時代はクラスメイトの会話についていけずに『学校へ行こう!』（TBS）だけ視聴させて欲しい、と両親へ手紙で懇願した[9]。
- 2018年4月15日にさいたまスーパーアリーナで催されたブルーノ・マーズのコンサートで、最前列中央にいた野崎萌香と七菜香がステージに背を向けて自撮りしてInstagramアカウントに投稿すると、ブルーノが野崎らに向かってタオルを投げる様子が動画に映った[11]。

```
2018年のブルーノ・マーズ来日公演にて最前列で自撮りに夢中な野崎萌香にブチ切れてタオルを投げつけたが、当の本人はプレゼントだと勘違いし喜んでいた
[
12
]
。
```

## 出演

### 雑誌
- SPRiNG、Steady.、sweet、mini、smart[13]（宝島社）
- non-no（専属モデル：2009年 - 2012年）、MAQUIA、BAILA（集英社）
- with[13]、VoCE（講談社）
- mina（主婦の友社）
- vikka（三栄書房）
- Soup.（MALL OF TV）
- SEDA（日之出出版）
- JILLE（双葉社）
- GINGER（幻冬舎）
- NYLON JAPAN（トランスメディア）
- レタスクラブ（角川マガジンズ）
- Hanaco（マガジンハウス）
- ゼクシィ（リクルート）
- FYTTE（学研パブリッシング）
- Gainer、CLASSY（光文社）
- ゲームエンタ（日経BP）
- 百日草（百日草）
- SIMPLE BICYCLE STYLE（辰巳出版）
- フォトテクニック デジタル（玄光社）
- 美的（小学館）
- 端麗服飾美容（瑞麗雑誌社）
- 美人百花（角川春樹事務所）
- bea's up（スタンダード・マガジン）
- 女子カメラ（インフォレスト）
- ar（主婦と生活社）
- いろはにキモノ（ハースト婦人画報社）
- SHORT NAIL LIFE（ブティック社）
- an・an（マガジンハウス）
- andGIRL（エムオン・エンタテインメント）
- 25ans（ハースト婦人画報社）
- MISS Wedding（世界文化社）

### ランウェイ
- 東京ガールズコレクション：2010年春夏[14]、2010年秋冬[15]、2012年秋冬[16]、2014年秋冬[17]、2015年春夏[18]
- 東京ランウェイ：2012年春夏[19]
- ガールズアワード：2012年秋冬[20]、2013春夏[21]、2013年秋冬[22]、2014年秋冬[23]、2015年春夏

### テレビ番組
- 関口知宏の我が家にBSデジタルがやってきた!（2010年7月24日、NHK BS1） - アシスタントMC
- 関口知宏のOnly1（2010年9月 - 2011年3月、NHK BS1） - レギュラーアシスタント
- movie@home〜棚を彩る映画たち〜（2013年7月14日 - 2013年9月22日、BSフジ） - レギュラー
- カウントダウン E.T（2013年7月20日 - 、MUSIC ON! TV） - レギュラー

### テレビドラマ
- ヴォイス〜命なき者の声〜 第1話（2009年1月12日、フジテレビ）
- LOVE GAME 第7話（2009年6月4日、読売テレビ） - 岩見沢さなえ（高校時代） 役
- 猿ロック 第2話（2009年7月30日、読売テレビ） - 美鳥 役
- LADY〜最後の犯罪プロファイル〜 第3話（2011年1月21日、TBS） - 三宅奈緒子 役
- 眠れる森の熟女 第7話（2012年10月16日、NHK）
- ドS刑事 第8話（2015年5月30日、日本テレビ）
- 仰げば尊し 第1話・第2話（2016年7月17・24日、TBS）
- CRISIS 公安機動捜査隊特捜班 第4話・第5話・第8話（2017年5月2日 - 6月23日、関西テレビ・フジテレビ系） - 松永芳 役[24]
- ラブラブエイリアン2（2018年1月23日 - 3月13日、フジテレビ） - 松永ミコト 役
- シグナル 長期未解決事件捜査班 第5話・第6話（2018年5月8日･15日、関西テレビ・フジテレビ系） - 矢部香織 役
- 30歳まで童貞だと魔法使いになれるらしい 第5話・第6話（2020年11月13日･20日、テレビ東京）

### 映画
- PIECE〜記憶の欠片〜（2012年、東映） - 姫宮亜梨沙 役
- 春子超常現象研究所（2015年、SDP） - 春子 役[25]
- 新宿スワンII（2017年、ソニー・ピクチャーズ エンタテインメント） - ルイ 役[26][27]
- クソ野郎と美しき世界（2018年）
- 劇場版TOKYO MER〜走る緊急救命室〜（2023年、東宝） - 佐野美佐子 役

### テレビCM
- 第一でナイト（2008年9月 - 、第一生命） 共/滝沢秀明[28]
- マックリブ（2008年10月 - 、日本マクドナルド） 共/FAL[28]
- 東京ディズニーシー（2009年7月 - 、オリエンタルランド）
- キヤノン（2009年11月 - ） 共/amako[28]
- マリオ&ソニック AT バンクーバーオリンピック（2009年11月 - 、任天堂）
- 着ラブ（2010年2月 - 、ユニバーサルミュージック）
- マキアージュ（2010年3月 - 、資生堂）
- ゼクシィ（2010年5月 - 、リクルート）[28]
- おとなの自動車保険（2011年7月 - 、セゾン自動車火災保険）
- ノートン（2011年11月 - 、シマンテック）
- ペプシスペシャル（2012年11月 - 、ペプシコーラ） 共/織田裕二、森カンナ
- ピュレグミ（2014年3月 - 、カンロ）
- フェイスマスク ルルルン（2014年9月 - 、グライド・エンタープライズ）
- 金沢百番街Rinto（2015年3月 - 、金沢ターミナル開発）
- 美的（2015年3月 - 、小学館）

### 音楽PV
- 雪が降る街（2009年、FUNKY MONKEY BABYS）[29]
- Sing for you（2009年、May J.×MAY'S）[29]
- close to you（2010年、TWILL）
- 想影-omokage-（2010年、HARTONE）
- 君が僕にKissをした（2010年、WaT）[29]
- The Answer（2010年、三浦大知）[29]
- ゴメンネ feat.T.O.P（BIGBANG）（2011年、GUMMY）[29]
- GIFT（2014年、Nissy）
- ONLY ONE（2015年、MattCab）

### カタログ
- ダイハツ
- 京都きもの友禅
- オンディーヌ
- マイム
- 花のれん
- BON
- ムトウ
- ニッセン
- haco.
- 生活雑貨
- セシール
- IMAGE
- RyuRyu

### その他
- スチール写真：日本コカ・コーラ[30]
- Web：資生堂「マキアージュ」SHORT MOVIE『in TOKYO』（2010年1月）
- TOHOシネマズ メッセンジャー #2
- BeeTV「悪夢の童話 ～現代版サイコホラー～」#1 赤ずきん（2014年9月） - 主演
- 錦糸町テルミナ イメージモデル

## 書籍

### スタイルブック
- MOEKA：FASHION BEAUTY... ALL ABOUT MOEKA NOZAKI（2013年6月1日、宝島社）ISBN 978-4800211576[31]

### 写真集
- jealousy（2025年2月13日、講談社、撮影：曽根将樹）ISBN 978-4065385562[32]

### デジタル写真集
- WORLD CLASS!!（2019年11月25日、集英社［週プレ PHOTO BOOK］、撮影：中村和孝）[33]
- Amazing beauty（2023年9月21日、集英社［YJ PHOTO BOOK］、撮影：Takeo Dec.）[34]